# Aiwo
Aiwo este un district din Nauru cu 1.300 locuitori aproximativ și o suprafață de 1,1 km².